# Lothar Bolz

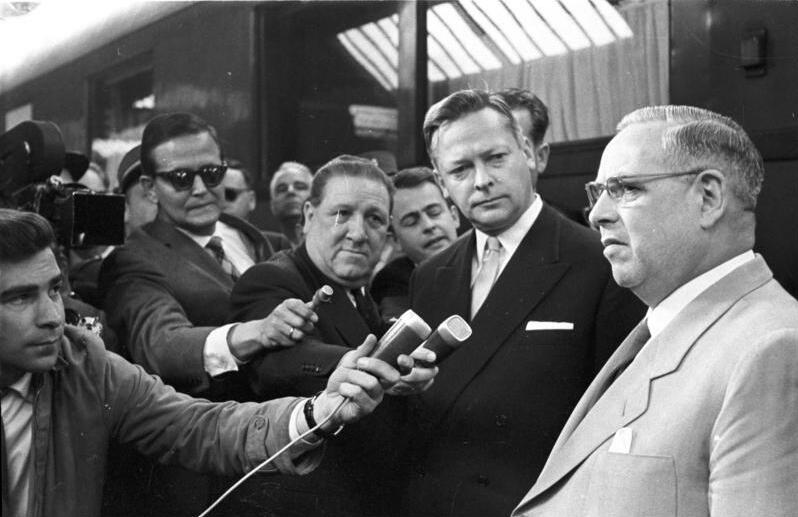
Lothar Bolz (z prawej) w Genewie w 1959

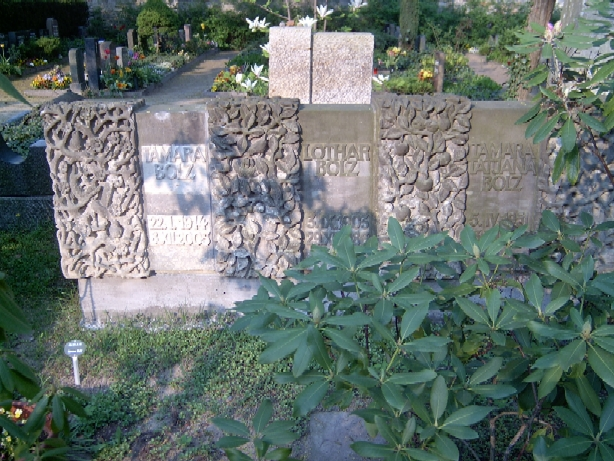
Grób Lothara Bolza na cmentarzu w Berlinie

Lothar Bolz (ur. 3 września 1903 w Gliwicach, zm. 29 grudnia 1986 w Berlinie) – niemiecki działacz komunistyczny, przewodniczący Narodowo-Demokratycznej Partii Niemiec (1948–1972), minister spraw zagranicznych NRD (1953–1965).

## Życiorys
Studiował prawo oraz historię literatury i sztuki na uniwersytetach w Monachium, Kilonii i Wrocławiu, po czym pracował jako referent sądowy, asesor i adwokat we Wrocławiu. W 1933 został wykluczony z Wrocławskiej Izby Adwokackiej za członkostwo w KPD (od 1929) i wyemigrował przez Gdańsk i Pragę do Związku Radzieckiego. W Kraju Rad pracował jako dziennikarz oraz wykładowca Instytutu Marksa, Engelsa i Lenina w Moskwie. W czasie wojny sowiecko-niemieckiej zatrudniony jako lektor i propagandysta w tzw. reedukacyjnych szkołach antyfaszystowskich (Antifa-Schulen) dla jeńców wojennych. Pisywał do gazety „Freies Deutschland” wydawanej przez Narodowy Komitet Wolnych Niemiec (Nationalkomitee Freies Deutschland, NKFD).
Po powrocie z ZSRR w 1947 delegowany do tworzenia Narodowo-Demokratycznej Partii Niemiec, której został pierwszym przewodniczącym (do 1972). Od 1950 zasiadał w Prezydium Frontu Narodowego i Izbie Ludowej NRD. Od 1949 pełnił obowiązki ministra odbudowy w rządzie Otto Grotewohla, a w latach 1950–1957 był wicepremierem. W 1953 objął obowiązki ministra spraw zagranicznych na miejsce aresztowanego członka CDU Georga Dertingera (do 1965). Z racji sprawowanych funkcji był „skoszarowany” w partyjno-rządowym osiedlu kierownictwa NRD wokół Majakowskiring w Berlinie-Pankow. 
Po odejściu z pracy rządowej stanął w 1968 na czele Towarzystwa Przyjaźni Niemiecko-Radzieckiej (Gesellschaft für Deutsch-Sowjetische Freundschaft).
Pochowany na cmentarzu Dorotheenstadt w Berlinie (Dorotheenstädtischer Friedhof). 

## Odznaczenia
- Złoty Order Zasług dla Ojczyzny (1964, NRD)
- Srebrny Order Zasług dla Ojczyzny (1954, NRD)
- Order „Złota Gwiazda Przyjaźni między Narodami” (1968, NRD)
- Krzyż Kawalerski Orderu Odrodzenia Polski (1955)
- Order Wojny Ojczyźnianej I klasy (1971, ZSRR)

## Publikacje (wybór)
- Es geht um Deutschland (przemówienia i referaty), Berlin 1955
- Für die Macht des Friedens (przemówienia i referaty), Berlin 1959
- Von deutschem Bauen, Berlin 1951